# Guy Cousineau
Guy Cousineau est un universitaire français né le 30 juillet 1949, spécialiste en informatique. Il commence sa carrière en 1972 à l'université Pierre-et-Marie-Curie, avant de travailler à l'École normale supérieure, puis à l'université Paris VII.
Il dirige l'université Paris VII de 2007 à 2009, mandat pendant lequel il fait passer l'université à autonomie, travaille au rapprochement de son établissement avec d'autres universités et écoles via le projet de « Campus Paris-Centre » défendu dans le cadre du plan campus, et à la mise en chantier du PRES Sorbonne Paris Cité.
Ses recherches portent sur les méthodes formelles appliquées à la sûreté du logiciel, et il a par ce biais dirigé la création du langage de programmation Caml.

## Carrière

### Carrière universitaire
Sa carrière universitaire débute par un poste d'assistant en 1972, puis comme maitre assistant en 1979 à l'université Pierre-et-Marie-Curie. Il y travaille au sein du Laboratoire d’Informatique Théorique et
Programmation (LITP) et y dirige une de ses équipes. Il est par la suite nommé professeur à l'université Paris VII en 1981 après un séjour à l'institut national de recherche en informatique et en automatique comme chargé de recherche puis comme conseiller scientifique.
Au sein de Paris 7, il est successivement directeur de l’UFR d’Informatique, puis vice-président du conseil scientifique de l’université.
Il travaille à l'École normale supérieure de 1986 à 1996 comme professeur d’informatique. Il contribue, au moment où les ENS d'Ulm et de Sèvres fusionnent, à la création d’un département de mathématiques et informatique, d’un laboratoire d’informatique et d’un magistère. Il devient par la suite le premier directeur des études d’informatique de l’école unifiée et exerce les fonctions de directeur du laboratoire d’informatique de l’ENS et directeur-adjoint du département de mathématiques et informatique. En 1995 il y ouvre un DEA « Programmation » en fédérant la formation de troisième cycle des universités et des écoles de la région parisienne dans le domaine du logiciel et des méthodes formelles, et il dirige cette formation jusqu'à sa transformation en master MPRI en 2005.

### Présidence de l'université Paris 7
Le 22 mars 2007, il est élu président de l'université Paris 7, puis est confirmé à cette fonction par le conseil d'administration de l'université le 9 avril 2008 dans le cadre de l'application de la autonomie.
L'université travaille dans le cadre du plan campus et défend le projet « Campus Paris-Centre » avec l'université Paris V, l’institut de physique du globe, l’Observatoire de Paris et Institut d'études politiques de Paris, mais le projet n'est pas retenu. Dans la suite de ce travail, il évoque fin 2008 une fusion entre les universités de Paris 1, de Paris 5 et de Paris 7, regroupement qui aboutit à la mise en place du PRES université Paris-Cité fin 2009 après le départ de Paris 1 et l'arrivée de grandes écoles parisiennes.
Il participe par ailleurs à la préparation du contrat quadriennal 2009-2012 de l'université, ainsi qu'au passage aux responsabilités et compétences élargies prévues par la loi LRU. Il soutient cette mesure et voit dans celle-ci la possibilité de « décider des créations de postes dans le plafond de la masse salariale »,. Il doit cependant faire face à une opposition au sein de son université, qui prend pour cadre un mouvement d'opposition national à cette loi. Il voit ainsi la validité de sa réélection de 2008 contestée en justice par des membres de l'université opposés à cette loi. Il démissionne en avril 2009 à la suite d'élections partielles au conseil d'administration de l'université dans laquelle la liste qu'il soutient est mise en minorité. Déclarant qu'il n'était plus en mesure d'exercer ses fonctions, il convoque une élection pour le 5 mai 2009. Vincent Berger qui dirigeait une liste concurrente et majoritaire lors de l'élection partielle au CA lui succède.

## Domaine de recherche
Ses recherches portent sur les méthodes formelles appliquées à la sûreté du logiciel. Il a travaillé à la conception de langages de programmation, comme Caml dont il a dirigé pendant cinq ans le développement au sein de l’Inria, et au développement d'implantations fondées sur des sémantiques formelles.

## Publications
- Guy Cousineau, « La programmation en EXEL », Rev. Trech. Thomson-CSF, partie 1 : 10(2) 1978, partie 2 : 11 (1) 1979.
- Guy Cousineau et Maurice Nivat, « On rational expressions representing infinite trees: applications to the structure of flowcharts », Mathematical foundations of Computer Sciences, Springer LNCS 74, 1979.
- Guy Cousineau, « An algebraic definition for control structures », Theoretical Computer Science, 12, 1980.
- Guy Cousineau et Patrice Enjalbert, « Tree semantics: a framework for studying program structure and program logics », IFIP 1980, North Holland.
- Guy Cousineau, Pierre-Louis Curien, Michel Mauny et Ascander Suarez, Combinateurs catégoriques et langages fonctionnels (Combinators and Functional Programming Languages), Springer LNCS 242, 1985.
- Guy Cousineau, Pierre-Louis Curien et Michel Mauny, « The categorical abstract machine », Science of Computer Programming, 8, 1987.
- Guy Cousineau, Gérard Huet et Ascander Suarez, « CAML: the theory, the machine, the language », Logical Foundations of Computer Programming, Addison-Wesley, 1990.
- Guy Cousineau et Michel Mauny, The Functional Approach to Programming, Cambridge University Press, 1996.
- Guy Cousineau, « Tilings as a programming exercise », Theoretical Computer Science, 281, 2002.

## Sources
1. 1 2 3 4 5 6 7  Guy COUSINEAU, Professeur à l’Université Paris Diderot [PDF], Agence d'évaluation de la recherche et de l'enseignement supérieur, consulté sur www.aeres-evaluation.fr le 4 mars 2011.
2. 1 2 3  Fiche personnalité, Guy Cousineau, Éducpro, consulté sur www.educpros.fr le 3 mars 2011.
3. ↑  « Guy Cousineau confirmé dans ses fonctions de président de l'université Paris 7 », Educpro, 9 mars 2008, consulté sur www.educpros.fr le 3 mars 2010.
4. ↑  Guy Cousineau, « Le mot de Guy Cousineau », Di@logues de Descartes, N°2, Juillet 2008, consulté sur www.univ-paris5.fr le 3 mars 2011.
5. 1 2  C.A., « Les universités Panthéon Sorbonne, Descartes et Diderot hésitent à fusionner », Observatoire Boivigny, 20 novembre 2008, consulté sur www.boivigny.com le 3 mars 2011.
6. ↑  Sylvestre Huet, « Crise universitaire, examens, grèves... jusqu’où ? », {Sciences²}, 8 avril 2009, consulté sur sciences.blogs.liberation.fr le 3 mars 2011.
7. ↑  Aude Sérès, « Les présidents d'université face à leur autonomie », Le Figaro, 25 juillet 2008, consulté sur www.lefigaro.fr le 4 mars 2010.
8. ↑  Véronique Soule, « Les patrons d'université se voient déjà managers », Libération, 25 juillet 2007, consulté sur www.liberation.fr le 4 mars 2011.
9. ↑  « Crise à la fac Paris-Diderot », Le Parisien, pages Paris, 9 septembre 2008, consulté sur www.leparisien.fr le 4 mars 2011.
10. 1 2  Sylvestre Huet, « Le président pro-Pécresse de Paris-7 démissionne », {Sciences²}, 9 avril 2009, consulté sur sciences.blogs.liberation.fr le 3 mars 2011.
11. ↑  « Paris 7 : démission du président mis en minorité », Educpro, 10 avril 2009, consulté sur www.educpros.fr le 3 mars 2010.